# تيم فرنسيس
تيم فرنسيس (بالإنجليزية: Tim Francis)‏ هو دبلوماسي نيوزلندي، ولد في 1 مايو 1928 في أوكلاند في نيوزيلندا، وتوفي في 4 يناير 2016 في ويلينغتون في نيوزيلندا بسبب سرطان.